# Kitanemuk
Kitanemuk (Gidanemuk, Gitanemuk, Gikidanum), pleme američkih Indijanaca iz skupine Sjeverni Takic s gornjeg toka rijeke Tejon i Paso Creeka u južnoj Kaliforniji te u plninama Tehachapi. Kitanemuki su po jeziku srodni pelmenima Serrano, Vanyume i Alliklik. Pretpostavlja se da su u ovaj kraj došli zajedno s ostalim Takic plemenima, ali u vrijeme dolaska Garcésa (1769.) oni su u ratu s plemenom Alliklik. Njihova rana populacija (1700.) procjenjuje se na 750, ali im se broj višestruko smanjuje nakon epidemije boginja 1840. Nešto ih je preostalo 1917. na Tejon Ranchu i rezervatu Tule River. 2000. ima ih oko 50.
Po kulturi pripadaju kalifornijskim plemenima, 'žeteoci žira'  i sakupljači piñona. Sela su im stalna, koja preko zime imaju 50 do 80 stanovnika. Kad dođe toplije vrijeme rasprše se u manje skupine koje odlaze u potragu za različitim izvorima hrane. Sela Kitanemuka bila su Nakwalki-ve, Chivutpa-ve, Honewimats, Mavin i Wuwopraha-ve.

## Vanjske poveznice
- Kitanemuk
- Swanton